# Торопченко, Алексей Леонидович
Алексей Леонидович Торопченко (род. 25 июня 1999, Москва) — российский хоккеист, нападающий. Игрок системы клуба «Сент-Луис Блюз».

## Биография
Сын хоккеиста Леонида Торопченко.
Начал играть в хоккей в системе клуба «Динамо» (Москва), играл в МХЛ за ХК МВД, а в ВХЛ — за «Динамо» (Балашиха).
В 2017 году был выбран на драфте клубом «Сент-Луис Блюз», и отправился сперва играть в юниорскую лигу Онтарио за клуб «Гелф Сторм», а потом в АХЛ за «Сан-Антонио Рэмпейдж».
Осенью 2020 года «Куньлунь» арендовал Торопченко у «Сент-Луиса». 4 октября 2020 года хоккеист сыграл дебютный матч в КХЛ против московского «Динамо».
В сезоне НХЛ 2022/23 сыграл 69 матчей за «Блюз» и набрал 19 очков (10+9).

## Достижения
- Бронзовый призёр юниорского чемпионата мира 2017 года.